# Белешешть (Румунія)
Белешешть, Белешешті (рум. Bălășești) — село у повіті Галац в Румунії. Входить до складу комуни Белешешть.
Село розташоване на відстані 222 км на північний схід від Бухареста, 80 км на північ від Галаца, 117 км на південь від Ясс.

## Населення
За даними перепису населення 2002 року у селі проживали 1222 особи, усі — румуни. Усі жителі села рідною мовою назвали румунську.